# Wirsing
Wirsing (Brassica oleracea convar. capitata var. sabauda L.), in Österreich Kohl und in der Schweiz Wirz genannt, ist ein Kopfkohl und eine Kulturvarietät des Gemüsekohls. Er hat kraus gewellte Blätter.

## Name
„Wirsing“ heißt die Pflanze in Deutschland und in Südtirol. Der Name stammt über lombardisch verza von lateinisch viridia, „grüne Gewächse“.
Andere Bezeichnungen sind Kohl (österreichisches Hochdeutsch) bzw. Wirz (Schweizer Hochdeutsch), oder regional auch „Wirsingkohl“, „Welschkohl“, „Welschkraut“, „Savoyen(kohl)“, „Savoyerkohl“, bairisch „Wirsching“, im Rheinland „Schavur“, oder schweizerdeutsch „Wirz“.

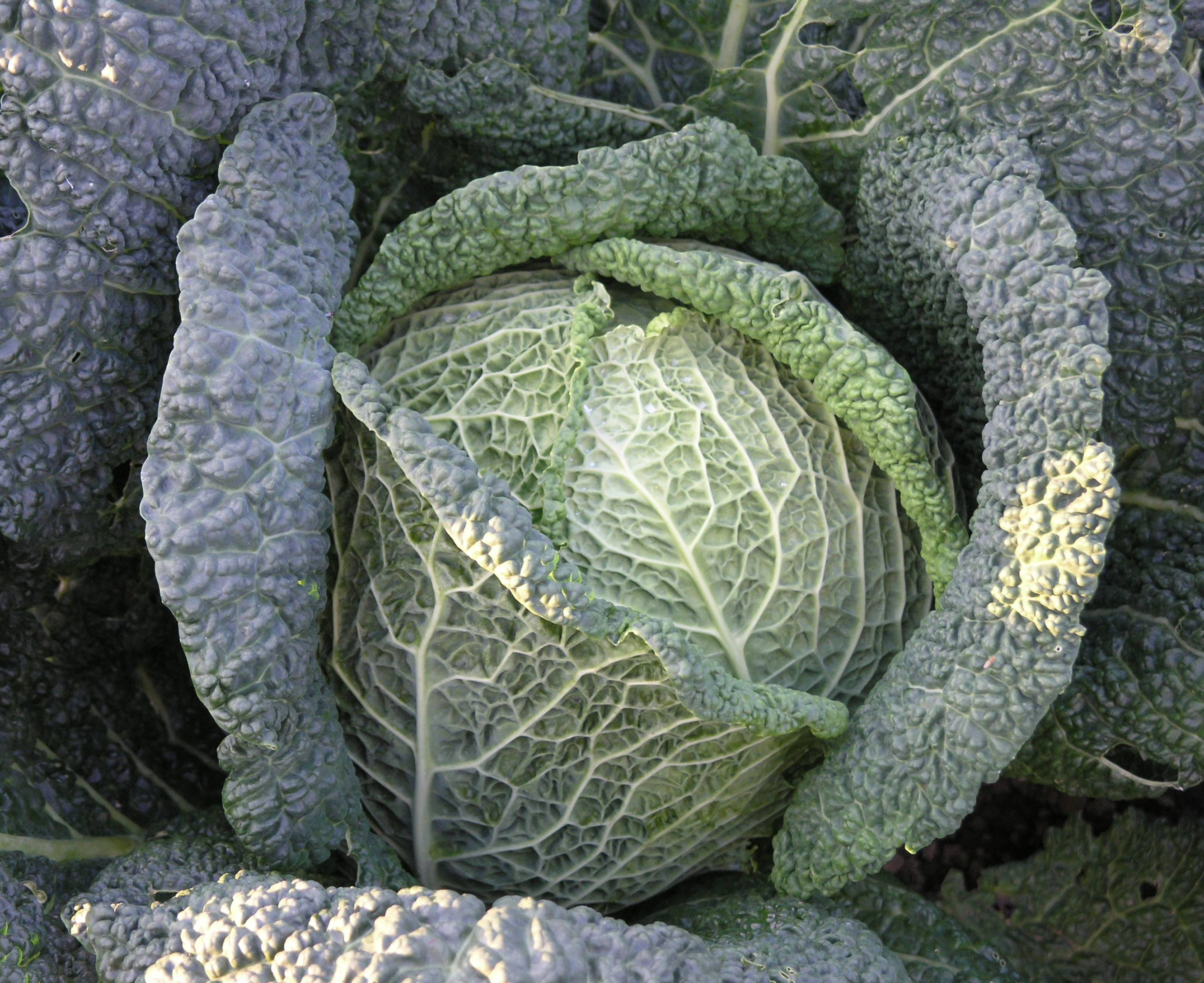
Wirsing, Kohl bzw. Wirz

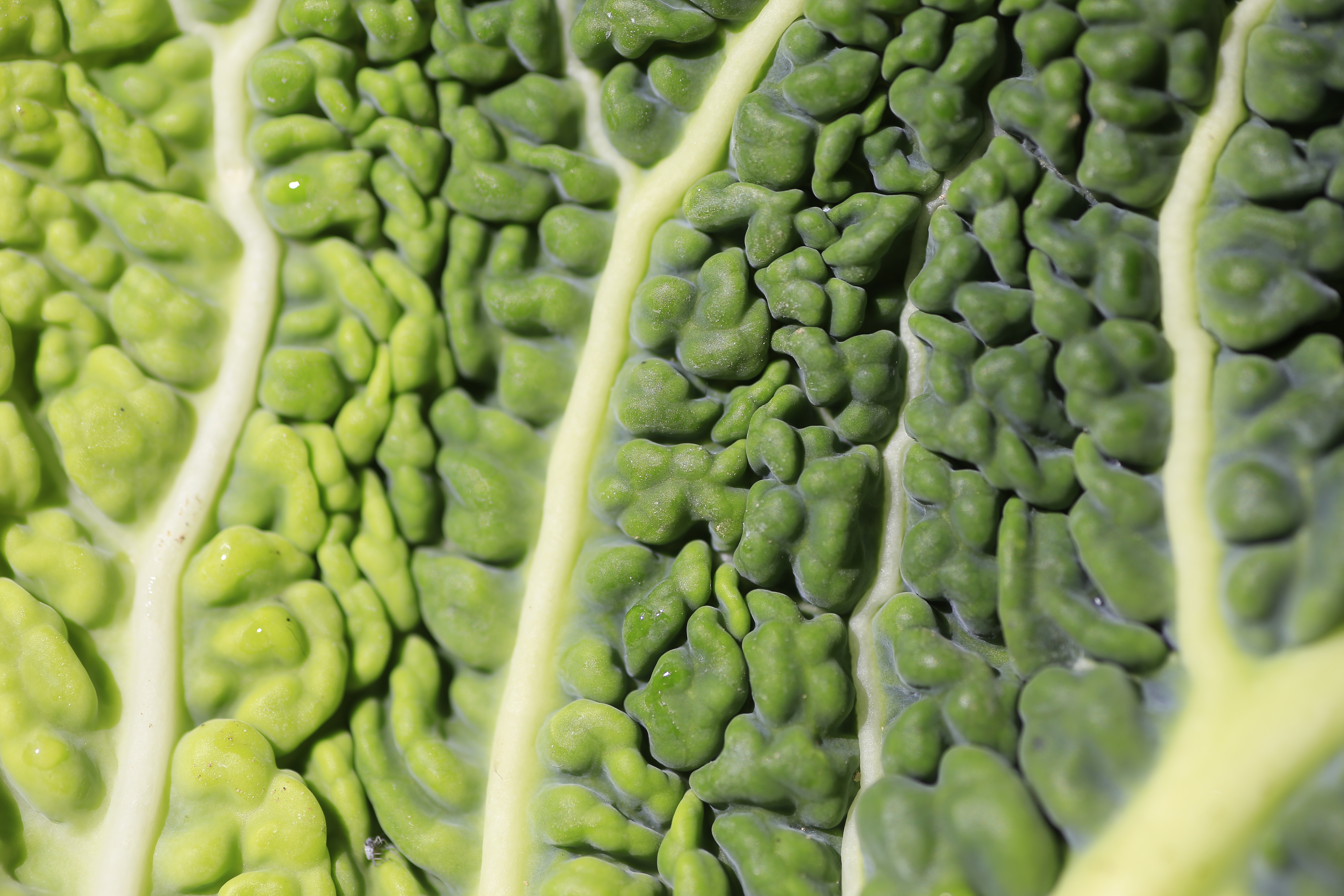
Blattoberseite

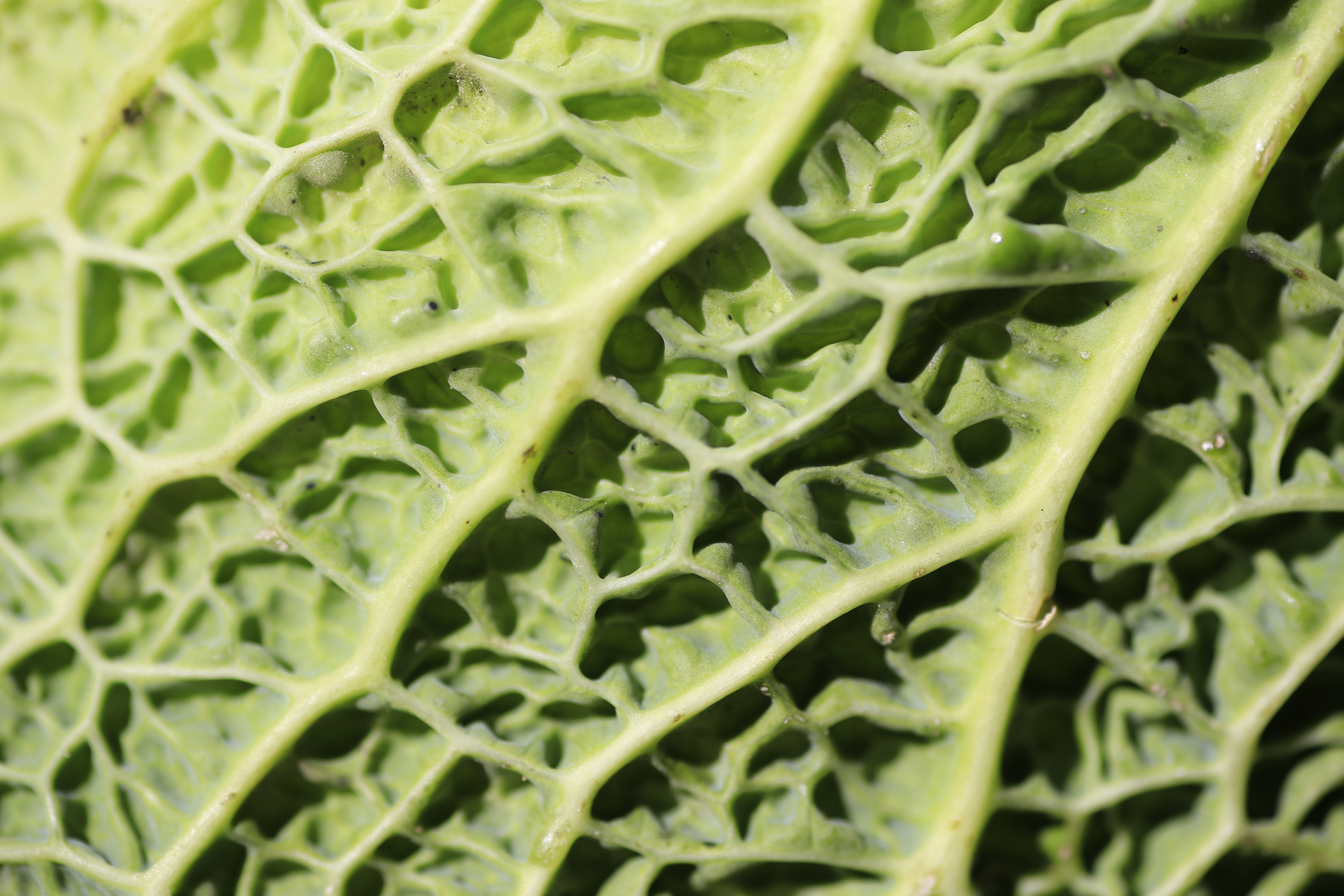
Blattunterseite

## Beschreibung

### Merkmale
Hat Wirsing 4–8 Wochen nach der Aussaat das kritische 4-Blatt-Stadium erreicht, so lösen Temperaturen zwischen 0 und 12 °C den Übergang in die Blütenbildung aus. Langsamwachsende Sorten sind empfindlicher für das Blütenwachstum („Schossen“). Wenn in diesem Stadium die Pflanze viel Lichteinfall und Temperaturen von 20 bis 25 °C erfährt, kann die Blütenentwicklung abgebrochen werden – die Pflanze entwickelt wieder nur Blätter.
Der Wuchs gleicht dem von Weiß- und Rotkohl, hat jedoch gewellte Blätter, die locker gefügt, gelb- bis dunkelgrün sind und sich nach Rosettenbildung zu einem runden bis spitzen Kopf entwickeln. Butterkohl, eine früher im Bergischen Land viel angebaute Variante, hat einen sehr lockeren Wuchs ohne Kopfbildung. Die Blattwellung entsteht durch schnelleres Wachstum des Parenchyms, während die Blattadern im Wachstum zurückbleiben. Die Wellung bewirkt auch die gegenüber Weiß- und Rotkohl deutlich lockerere Schichtung des Kopfes. Außerdem sind auch flachrunde Sorten bekannt. Der Kopf der Pflanze entspricht wie bei anderen Kopfkohltypen einer stark gestauchten Endknospe, wobei der im Inneren gebildete Strunk stärker als bei Weiß- und Rotkohl wird. Durch den besonderen Blattwuchs sind auch die Blattränder (Blattkanten) gewellt.
Die Pflanze wächst auf einem mehr oder weniger langen Strunk und liegt, besonders in größerem Stadium, auf dem Boden auf. Spätere Sorten sind etwas dunkler gefärbt und haben meist eine deutlich sichtbare Wachsschicht, die sich mit den Fingern abwischen lässt. Wirsing wächst etwas schneller als andere Kopfkohlarten.

### Herkunft und Geschichte
Seit dem 8. Jahrhundert sind Kopfkohle bekannt. Die Unterscheidung von Weiß- und Rotkohl wird seit dem 11. Jahrhundert gemacht. Der gewellte Wirsing wird erstmals im 16. Jahrhundert genannt. Wirsing stammt aus dem Mittelmeerraum, vermutlich aus Norditalien, daher auch der französische Name chou de Milan (Kohl aus Mailand) sowie andere Namen für den Wirsing, die auf die Region Savoyen hinweisen, z. B. Savoyenkohl, niederländisch savooiekool, englisch savoy cabbage, norwegisch savoykål: Savoyen war die Bezeichnung für das nördliche Italien, welches damals vom Haus Savoyen beherrscht wurde. In Deutschland wird Wirsing seit dem 18. Jahrhundert angebaut. Heute ist er in allen Erdteilen verbreitet.

### Bedeutung
Wirsing ist das ganze Jahr über erhältlich, zuerst als milderer Frühwirsing, später als Herbst- oder Dauerwirsing. In Deutschland, den Niederlanden, Belgien und Frankreich befinden sich bedeutende Anbauflächen. In Dänemark dagegen wird Wirsing nur sehr begrenzt angebaut. Die Jahresernte in Deutschland schwankte im Zeitraum von 2006 bis 2019 zwischen rd. 41.000 und 31.000 Tonnen. Das Kopfgewicht (Erntegewicht) wurde bis vor einigen Jahren noch bei 1 bis 2 kg als ideal angesehen. Mittlerweile sind für die frische Vermarktung eher Gewichte von 400–600 g pro Kopf gefragt. Lediglich für die industrielle Verwertung werden noch größere Kopfgewichte bevorzugt.

## Nutzung

### Anbau und Ernte
Um bei Wirsing den Ertrag zu steigern, werden heute meistens CMS-Sorten (F1-Hybride) angebaut. Entsprechend dem Anbau werden die verschiedenen Sorten in Typen für frühen, mittleren und späten Anbau eingeteilt. Diese Einteilung wird auch mit Früh-, Sommer-, Herbst- und Winterwirsing bezeichnet. Der späte Anbau dient zur Einlagerung im Winter. Wirsing ist nicht ganz so anspruchsvoll wie andere Kopfkohltypen. Je nach Sorte und beabsichtigter Größe werden für Frühsorten 13–26 Wochen, für Spätsorten 26–40 Wochen Kulturzeit benötigt. Der Ertrag bei frühen Sorten liegt bei 25 bis 30 Tonnen und bei späten Sorten bei 35 bis 40 Tonnen pro Hektar. Je nach Standweite kann die Kopfgröße und Form beeinflusst werden. Da Wirsing schneller wächst als Weiß- und Rotkohl, erreicht er früher Schnittreife.

### Schädlinge und Krankheiten
Die Krankheiten und Schädlinge entsprechen denen von Weiß- und Rotkohl. So sind beispielsweise der Kohlweißling bzw. dessen Raupen mögliche Schädlinge.

## Verwendung

### Küche
Wirsing kann auch schon verwendet werden, wenn er noch keinen festen Kopf hat. Er ist in der Küche sehr vielseitig verwendbar, da seine Blätter zarter sind als die der meisten anderen Kohlsorten. Darüber hinaus hat er ein knackigeres Blatt und ist in Salatmischungen wegen seiner welligen Form dekorativer. Die inneren, hellen Blätter sind schon nach kurzer Zeit gar und können als Gemüsebeilage verwendet werden. Andere Zubereitungen sind gefüllter Wirsing oder Eintöpfe. Die größeren Blätter eignen sich besonders gut für Kohlrouladen. Sehr bekannt ist in der Schweiz auch das Eintopfgericht Pot-au-feu, das mit Siedfleisch serviert wird. Wirsing ist auch gelegentlich Teil des Suppengrüns.

### Inhaltsstoffe
Wirsingkohl hat 130 Kilojoule (31 Kilokalorien) pro 100 g, enthält wie alle Kohlsorten reichlich Senfölglykoside, besonders viel Chlorophyll, doppelt so viel Proteine, Fette, auch Eisen und Phosphor wie Weiß- und Rotkohl, ferner Carotine, mehrere B-Vitamine. Roh deckt er mit 100 g den Tagesbedarf an Vitamin C.

### Lagerung
Die Köpfe von Wirsing sind nicht so lange haltbar wie Weiß- oder Rotkraut. Spätsorten, die gegenüber Frost widerstandsfähiger sind, können auf dem Feld stehen bleiben und so überwintern. Wirsing ist die gegen Frost widerstandsfähigste Kopfkohl-Sorte.